# Carolina Guerrero Alcántara
Carolina Guerrero Alcántara (Barcelona, 1 de setembre de 2000) és una jugadora de bàsquet catalana.
Aler pivot, començà a practicar el basquetbol amb sis anys i es formà en les categories inferiors del Basket Almeda. La temporada 2019-20 fitxà pel Club Bàsquet Santfeliuenc, de la Lliga Femenina 2, aconseguint l'ascens a la Lliga Femenina tres temporades després. En el seu debut a la primera divisió estatal, aconseguí un subcampionat de Lliga catalana, participà la fase final de la Copa de la Reina i arribà a les semifinals de Lliga. També ha competit en la modalitat 3x3, essent internacional amb la selecció espanyola sub-23 i guanyant la medalla d'or als Jocs Mediterranis d'Orà 2022. Amb la selecció catalana, ha disputat un partit internacional contra Ucraïna el maig de 2023.